# Hypnum pseudocomplexum
Hypnum pseudocomplexum là một loài Rêu trong họ Hypnaceae. Loài này được Kindb. mô tả khoa học đầu tiên năm 1895.